# Качмарі (Мостиська міська громада)
Качмарі́ — село в Україні, у Яворівському районі Львівської області. Населення становить 53 особи. Орган місцевого самоврядування - Мостиська міська рада.